# Prva crnogorska fudbalska liga 2007-2008
La Prva crnogorska fudbalska liga 2007-2008 (prima lega calcistica montenegrina 2007-2008) è stata la 4ª edizione di questa competizione, la 2ª come prima divisione del Montenegro indipendente. La vittoria finale è stata appannaggio del Budućnost, al suo 1º titolo.
Capocannoniere del torneo fu Ivan Jablan (Lovćen), con 13 reti.

## Formula
In questa stagione le squadre partecipanti furono 12 : 10 che mantennero la categoria dalla stagione precedente e 2 promosse dalla seconda divisione.
Le 12 squadre disputarono un girone andata-ritorno; al termine delle 22 giornate ne disputarono ancora 11 secondo uno schema prefissato (totale 33 giornate), al termine delle quali l'ultima fu retrocessa, mentre la penultima e la terzultima disputarono i play-out contro la seconda e terza classificata della Druga crnogorska fudbalska liga 2007-2008.
Le squadre qualificate alle coppe europee furono quattro: La squadra campione si qualificò alla UEFA Champions League 2008-2009, la seconda alla Coppa UEFA 2008-2009 e la terza alla Coppa Intertoto 2008. La squadra vincitrice della coppa del Montenegro fu anch'essa qualificata alla Coppa UEFA.

## Squadre
| Squadra   | Città               | Stadio                  | Stagione 2006-07 |
| --------- | ------------------- | ----------------------- | ---------------- |
| Zeta      | Golubovci           | Stadion Trešnjica       | Campione         |
| Budućnost | Podgorica           | Stadion Pod Goricom     | 2º               |
| Grbalj    | Radanovići, Cattaro | Stadion u Radanovićima  | 3º               |
| Rudar     | Pljevlja            | Gradski stadion         | 4º               |
| Mogren    | Budua               | Stadion Lugovi          | 5º               |
| Petrovac  | Castellastua        | Stadion pod Malim Brdom | 6º               |
| Kom       | Podgorica           | Stadion Zlatica         | 7º               |
| Sutjeska  | Nikšić              | Stadion kraj Bistrice   | 8º               |
| Mladost   | Podgorica           | Stadion Cvijetni Brijeg | 9º               |
| Dečić     | Tuzi                | Stadion Tuško Polje     | 10º              |
| Lovćen    | Cettigne            | Stadion Obilića Poljana | 1º in Druga liga |
| Bokelj    | Cattaro             | Stadion pod Vrmcem      | 2º in Druga liga |

## Classifica
|                       | Pos. | Squadra           | Pt | G  | V  | N  | P  | GF | GS | DR  |
| --------------------- | ---- | ----------------- | -- | -- | -- | -- | -- | -- | -- | --- |
| Montenegro (bandiera) | 1.   | Budućnost         | 66 | 33 | 18 | 12 | 3  | 43 | 13 | +30 |
|                       | 2.   | Zeta              | 66 | 33 | 19 | 9  | 5  | 56 | 28 | +28 |
| [ 1 ]                 | 3.   | Mogren            | 66 | 33 | 19 | 9  | 5  | 46 | 21 | +25 |
|                       | 4.   | Grbalj            | 55 | 33 | 14 | 13 | 6  | 40 | 25 | +15 |
|                       | 5.   | Rudar Pljevlja    | 52 | 33 | 14 | 10 | 8  | 37 | 24 | +13 |
|                       | 6.   | Lovćen            | 43 | 33 | 11 | 10 | 12 | 28 | 30 | −2  |
|                       | 7.   | Dečić             | 38 | 33 | 10 | 8  | 15 | 26 | 37 | −11 |
|                       | 8.   | Petrovac          | 36 | 33 | 8  | 12 | 13 | 36 | 46 | −10 |
|                       | 9.   | Kom               | 36 | 33 | 9  | 9  | 15 | 29 | 49 | −20 |
|                       | 10.  | Bokelj            | 32 | 33 | 8  | 8  | 17 | 24 | 38 | −14 |
|                       | 11.  | Sutjeska (−3)     | 23 | 33 | 5  | 11 | 17 | 19 | 44 | −25 |
|                       | 12.  | Mladost Podgorica | 19 | 33 | 4  | 7  | 22 | 16 | 44 | −28 |

Legenda:
      Campione di Montenegro e ammessa alla UEFA Champions League 2008-2009.
      Ammesse alla Coppa UEFA 2008-2009.
      Ammesse alla Coppa Intertoto UEFA 2008.
  Partecipa ai play-out.
      Retrocesse in Druga crnogorska fudbalska liga 2008-2009.
Regolamento:
Tre punti a vittoria, uno a pareggio, zero a sconfitta.
Note:
Sutjeska penalizzato di 3 punti per mancanza elettricità ed acqua calda alla 13ª giornata.

### Classifica avulsa
Per stabilire la prima classificata fra le 3 squadre a 66 punti si fa ricorso alla classifica avulsa.
|                       | Pos. | Squadra   | Pt | G | V | N | P | GF | GS | DR |
| --------------------- | ---- | --------- | -- | - | - | - | - | -- | -- | -- |
| Montenegro (bandiera) | 1.   | Budućnost | 11 | 6 | 2 | 4 | 0 | 7  | 3  | +4 |
|                       | 2.   | Zeta      | 6  | 6 | 1 | 3 | 2 | 4  | 6  | -2 |
|                       | 3.   | Mogren    | 6  | 6 | 1 | 3 | 2 | 6  | 8  | -2 |

## Risultati
|           | Mla     | Lov     | Rud     | Deč     | Grb     | Sut     | Bud     | Zet     | Mog     | Bok     | Pet     | Kom     |
| --------- | ------- | ------- | ------- | ------- | ------- | ------- | ------- | ------- | ------- | ------- | ------- | ------- |
| Mladost   |         | 0:1     | 0:0     | 0:3 0:1 | 1:2     | 0:0 1:0 | 0:1     | 1:1     | 0:2     | 0:1 1:0 | 0:0 1:1 | 0:2     |
| Lovćen    | 2:0     |         | 1:0 2:1 | 0:2 0:0 | 3:2     | 4:1 0:1 | 0:1 0:0 | 1:1     | 1:0     | 0:0     | 2:2     | 0:0 1:0 |
| Rudar     | 3:1 1:2 | 2:0     |         | 2:1 2:0 | 0:0 1:3 | 1:0 2:0 | 0:1 0:0 | 1:2     | 0:0     | 0:0     | 1:0 5:2 | 3:0     |
| Dečić     | 0:0     | 1:0     | 0:1     |         | 0:0 1:0 | 1:1     | 1:0     | 0:1 1:4 | 1:1 0:1 | 3:1 1:1 | 2:1 1:1 | 2:0     |
| Grbalj    | 2:1 2:0 | 2:0     | 1:1     | 3:1     |         | 1:1     | 1:1     | 1:2 0:0 | 0:2 0:0 | 1:0     | 1:1     | 0:0 3:1 |
| Sutjeska  | 2:1     | 1:1     | 1:2     | 2:0 1:1 | 0:0 1:1 |         | 1:1     | 0:3     | 0:0 1:2 | 0:0     | 0:1 1:1 | 1:0     |
| Budućnost | 1:0 2:0 | 1:0     | 1:1     | 2:0 4:0 | 2:3 0:0 | 2:0 4:0 |         | 2:1     | 1:1 3:0 | 1:0     | 1:0 3:0 | 0:0     |
| Zeta      | 1:0 2:1 | 1:0 1:1 | 0:1 2:2 | 2:1     | 1:0     | 1:0     | 0:0     |         | 1:0     | 0:1 0:3 | 4:1     | 2:0 4:1 |
| Mogren    | 2:1 2:0 | 1:0 4:0 | 1:1 2:0 | 2:0     | 0:3     | 1:0     | 1:1     | 2:2 2:0 |         | 2:0 0:0 | 0:1     | 3:1 4:1 |
| Bokelj    | 2:0     | 1:1 1:0 | 0:2 0:1 | 1:0     | 0:1     | 0:1 4:1 | 0:1 1:0 | 0:1     | 0:2     |         | 0:2     | 1:2 2:2 |
| Petrovac  | 2:1     | 1:1 0:1 | 1:0     | 1:1     | 4:2 0:2 | 2:0     | 1:1     | 1:1 2:3 | 0:2 1:2 | 2:4 0:0 |         | 1:1     |
| Kom       | 0:0 2:3 | 0:4     | 2:1 0:0 | 0:1 2:0 | 0:0     | 2:1 1:1 | 1:0 1:4 | 2:1     | 1:3     | 2:0     | 1:0 1:3 |         |

## Spareggi
Sutjeska e Bokelj (penultimo e terzultimo in prima divisione) sfidano Čelik Nikšić ed Jedinstvo Bijelo Polje (secondo e terzo in seconda divisione) per due posti in Prva crnogorska fudbalska liga 2008-2009.
| Squadra 1                              | Totale | Squadra 2              | Andata     | Ritorno    |
| -------------------------------------- | ------ | ---------------------- | ---------- | ---------- |
|                                        |        |                        | 28.05.2008 | 01.06.2008 |
| Sutjeska                               | 1 – 0  | Čelik Nikšić           | 1 – 0      | 0 – 0      |
| Bokelj                                 | 0 – 3  | Jedinstvo Bijelo Polje | 0 – 0      | 0 – 3      |
| Jedinstvo promosso, Bokelj retrocesso. |        |                        |            |            |

## Marcatori
| Pos. | Giocatore        | Squadra  | Reti |
| ---- | ---------------- | -------- | ---- |
| 1    | Ivan Jablan      | Lovćen   | 13   |
| 2    | Mirza Ljumić     | Kom      | 5    |
| 2    | Minja Ljumović   | Dečić    | 5    |
| 2    | Božo Milić       | Grbalj   | 5    |
| 5    | Miloš Đalac      | Grbalj   | 4    |
| 5    | Blašo Perutović  | Lovćen   | 4    |
| 5    | Ratko Zec        | Mogren   | 4    |
| 5    | Miodrag Zec      | Mogren   | 4    |
| 5    | Dražen Milić     | Mogren   | 4    |
| 5    | Goran Burzanović | Petrovac | 4    |
| 5    | Bojan Ivanović   | Zeta     | 4    |